# Represa La Tuna
La Tuna es una represa de Bolivia, ubicada en el municipio de Mairana de la provincia Florida en el departamento de Santa Cruz. Es una represa de riego que cuenta con 47 km de canales construidos para regar 1.024 hectáreas. 
La principal fuente de abastecimiento es el río Quirusillas, y se encuentra a una altitud de 1490 m s. n. m., situado al oeste de Yerba Buena, cerca de Río Mataral.
La ejecución y financiamiento corresponden a la Gobernación de Santa Cruz, a través de la Secretaría de Desarrollo Productivo. Lo trascendente del proyecto La Tuna es que el sistema de riego permanente por goteo y por aspersión permite a los agricultores producir, sin limitación, hortalizas en la zona. 
El embalse La Tuna tiene un volumen total de 3 355 776 m³; cuenta con un canal principal de riego a gravedad, 17 canales secundarios revestidos con hormigón con una longitud total de 12 827 m, 57 canales terciarios de tierra revestidos con hormigón ciclópeo y tubería de PVC.
Asimismo, cuenta con seis acueductos, sifón, dos estaciones de bombeo, dos cárcamos de bombeo, seis puntos de posicionamiento de bombas individuales, cámaras de inspección, distribuidores, vertedores laterales de emergencia, pasos de quebrada y alcantarillas.